# 崔在煥
崔在煥（韓語：최재환，1983年7月15日—），韓國男演員。

## 演出作品

### 電視劇
- 2003年：KBS《小爸爸上學去》
- 2007年：KBS《我是老師》
- 2007年：KBS《魔王》飾演 金順基（少年）
- 2008年：SBS《食客》飾演 鄉下男孩
- 2009年：SBS《該隱與亞伯》飾演 徐正浩
- 2010年：MBC《Pasta》飾演 鄭銀修
- 2010年：KBS《國家的呼喚》飾演 高中畢業的菜鳥
- 2010年：MBC《Gloria》
- 2011年：SBS《Sign》飾演 安秀賢
- 2011年：MBC《最佳愛情》飾演 地方夜總會假扮獨孤真的服務生
- 2011年：KBS《浪漫小鎮》飾演 去建宇家偷彩票的小偷
- 2011年：SBS《武士白東秀》飾演 楊礎立
- 2012年：TV朝鮮《韓半島》飾演 北朝鮮軍人
- 2013年：SBS《案件編號113》飾演 金基俊
- 2013年：MBC《韓國小姐》飾演 金康佑
- 2014年：KBS《朝鮮槍手》飾演 尚秋
- 2014年：SBS《秘密之門》飾演 許鄭雲
- 2015年：tvN《豪苟的愛》飾演 金泰希
- 2015年：SBS《看見味道的少女》飾演 卓尚吉
- 2015年：KBS《全都會好的》飾演 吳榮泰
- 2016年：KBS《鄰家律師趙德浩》飾演 江日九
- 2018年：JTBC《第3種魅力》特別出演
- 2023年：MBC《朝鮮律師》飾演 朴氏
- 2023年：SBS《災後調查日誌2》飾演 崔杜浚（特別出演）
- 2023年：tvN《無人島的Diva》飾演 載植
- 2025年：Netflix《魷魚遊戲3》飾演 金武東
- 2025年：Disney+《下流大盜》飾演 盧尙福

### 電影
- 2004年：《藉著雨點說愛你》
- 2004年：《老大傳奇》
- 2004年：《芭蕾舞教室》
- 2004年：《球愛咖啡屋》
- 2004年：《馬粥街殘酷史》
- 2006年：《錯過愛情》
- 2006年：《女教授的隱秘魅力》
- 2006年：《卑劣的街頭》
- 2007年：《華麗的假期》
- 2008年：《宿命》
- 2008年：《卡車》
- 2008年：《男友從軍記》
- 2008年：《野獸男孩》
- 2008年：《天才寶貝》
- 2009年：《B咖大翻身》[5][6]
- 2009年：《氣球》
- 2009年：《清潭菩薩》
- 2010年：《家庭計劃》
- 2011年：《危險的相見禮》
- 2012年：《Just Friends》
- 2019年：《吾王長存：木浦英雄》飾演 浩太
- 2019年：《老千：獨眼傑克》飾演 秋刀魚（友情出演）
- 2021年：《與眾不同的她》飾演 忠宰
- 2022年：《駭人密照》飾演 元植

## 獲獎
- 2009年：第11屆春史電影賞—演技賞

## 外部連結
- NAVER （页面存档备份，存于）
- 崔在煥在NAVER上的资料
- 崔在煥在Daum上的资料
- 崔在煥在韩国电影数据库（KMDb）上的資料（韓語）